# レオ・フォン・カプリヴィ
ゲオルク・レオ・フォン・カプリヴィ（Georg Leo von Caprivi、1831年2月24日 - 1899年2月6日）は、プロイセン及びドイツの軍人、政治家。オットー・フォン・ビスマルクの跡を継いで、1890年3月から1894年10月まで第2代帝国宰相を務めた。

## 来歴

### 軍人
1831年2月24日、ベルリンのシャルロッテンブルク地区で生まれる。父のユリウス・レオポルト・フォン・カプリヴィは最高裁判所判事及び貴族院議員を務めた。生家はイタリア系、スロベニア系であり、ドレンスカ地方コチェーヴィエが発祥の地とされている。しかし、カプリヴィ家の起源についてはこの説を否定する見解もある。
1849年にプロイセン王国陸軍に入隊し、第二次シュレースヴィヒ＝ホルシュタイン戦争に従軍した。1866年にフリードリヒ・カールの参謀として普墺戦争に、1870年に第10軍参謀として普仏戦争にそれぞれ従軍している。その後カプリヴィは普仏戦争に参加しヘルムート・フォン・モルトケ（大モルトケ）によりプール・ル・メリット勲章を授与され中佐に昇進し、マーズ＝ラ＝トゥールの戦い、メス攻囲戦、ボーヌ＝ラ＝ロランドの戦いで活躍した。普仏戦争後はプロイセン陸軍省に配属され、1882年にメッツに駐留する第30歩兵師団長に任命される。1883年に帝国宰相オットー・フォン・ビスマルクの政敵であるアルブレヒト・フォン・シュトッシュ大将の後任として帝国海軍本部長官に就任する。任命はビスマルクによってなされたが、この人事は海軍将校たちからは不評だった。アメリカ合衆国の歴史家ロバート・マッシーによるとこの時点でカプリヴィは海軍問題に興味がなく、彼らの着ている制服の階級章の紋章も知らないほどだった。しかし、カプリヴィは軍官僚として組織管理に優れた才能を発揮した。カプリヴィは海軍本部長官在任中、魚雷艇の開発と製造を強調したが、これはイギリスのモデルより大きな戦艦を支持していたドイツ皇帝ヴィルヘルム2世との対立の原因となり、最終的には廃案となった。1888年、ヴィルヘルム2世の政策転換により海軍本部長官を辞任し、1890年2月に首相に任命されるまで、ハノーファー駐留にしていた第10軍司令官に転任した。

### ドイツ帝国宰相
1890年3月、ベルリンに召喚されビスマルクの解任を伝えられ、後任として帝国宰相に任命される。もっとも、ビスマルクの跡を襲うことは不本意であったようで「どんな愚か者がビスマルクの跡を継ぐことなど、あえてするだろうか」と語っていた。
カプリヴィ内閣は、国内外の施策において「新しい方針」を提示した。内政ではドイツ社会民主党との融和策を取り、外交政策では親英路線を取った。1890年7月にはイギリスとの間にヘルゴランド＝ザンジバル条約を締結し、イギリスはザンジバルと引き換えにヘルゴランド島をドイツに割譲した。しかし、これは一部の植民地主義者による圧力の要因となった。ドイツ領南西アフリカ（現在のナミビア）にアフリカ東海岸のタンガニーカへ通じるルートであるザンベジ川へのアクセスを得るため、内陸部を併合した（現在のカプリヴィ回廊）。カプリヴィは前任者ビスマルクのように、ドイツは海外植民地のために他の勢力と競争する必要はないと考えていた。むしろヨーロッパ内での地位に焦点を当て、当時世界的に多大な影響力を保持していたイギリスとの密接な関係を築こうとしたが、実現しなかった。
カプリヴィは進歩主義政策を実施し、1890年に産業裁判所を設立して労使紛争の調停を行わせると同時に13歳未満の子供の雇用を禁止し、13歳から18歳の労働時間は1日10時間以内に定めた。1891年には日曜日の労働禁止と最低賃金制度の導入、女性の労働時間を1日11時間以内に定めた。さらに、輸入された木材、牛、ライ麦、小麦の関税が引き下げられ、財政法案は累進所得税を導入した。その他の成果には、1892年と1893年の陸軍法案、1894年のロシアとの通商条約がある。
しかし、自由貿易政策を推進しようとしたが国内の保守層や植民地獲得を主張する人々を中心とする保護貿易論者の反対に遭った。また、軍事面ではアルフレート・フォン・ヴァルダーゼーが主張したロシア帝国に対する予防戦争に反対していたが、反ロシア政策を取るヴィルヘルム2世と外務省のフリードリヒ・アウグスト・フォン・ホルシュタインの主導により独露再保障条約の更新を行わず、オーストリア＝ハンガリー帝国との同盟強化に焦点を当てた。カプリヴィと外務省の決定に気づかずヴィルヘルム2世は個人的にロシア大使のパベル・アンドレイエヴィッチ・シュヴァロフ伯爵に、条約が更新されることを保証した。だが条約は更新されることはなく、シュヴァロフ伯爵は突然の報告にショックを受けた。以後ドイツとロシアが密接な関係になることはなく、ロシアとフランスとの間で露仏協商が結ばれ、やがて第一次世界大戦で共に戦うこととなる。
1892年には教育関係法案を提出するが保守党の反対により否決され、前任者ビスマルクの政党への絶え間ない攻撃も伴って、国民自由党や中央党の支持も失った。またヴィルヘルム2世との衝突も増え、そのため4年間で12回近く辞任を申し出たという。またヴィルヘルム2世は彼を「敏感で古い太った頭」と呼んだ。そしてとうとうカプリヴィは兼務していたプロイセン首相を辞任し、ボート・ツー・オイレンブルクが後任となった。しかし、プロイセン首相辞任により権力が分散してしまい、国政の掌握に困難を感じたカプリヴィは1894年に帝国宰相を辞任し、クロートヴィヒ・ツー・ホーエンローエ＝シリングスフュルストが後任となり、再びドイツ帝国宰相とプロイセン首相が兼任されることになった。
引退後、彼は首相としての経験についての書籍は残したり話したりすることはなかった。1899年にドイツのスカイレン（現在のポーランドのスクジン）で亡くなった。